# Таришинг
Таришинг (англ. Tarishing, урду تریشنگ‎) — деревня на севере Пакистана, в составе территории Гилгит-Балтистан. Является частью округа Астор.

## География
Деревня находится в южной части Гилгит-Балтистана, в левобережной части долины реки Рупалгах (приток реки Астор), к юго-западу от города Горикот, на расстоянии приблизительно 79 километров к юго-востоку от Гилгита, административного центра территории.
Абсолютная высота — 2914 метров над уровнем моря.

## Климат
Климатические условия деревни характеризуются как влажный континентальный климат с тёплым летом (Dfb в классификации климатов Кёппена). Среднегодовое количество атмосферных осадков — 454 мм. Средние показатели температуры воздуха варьируются от −8,4 °C (в январе), до 17,6 °C (в июле).

## Транспорт
Ближайший аэропорт расположен в городе Чилас.